# Wein-Fässle

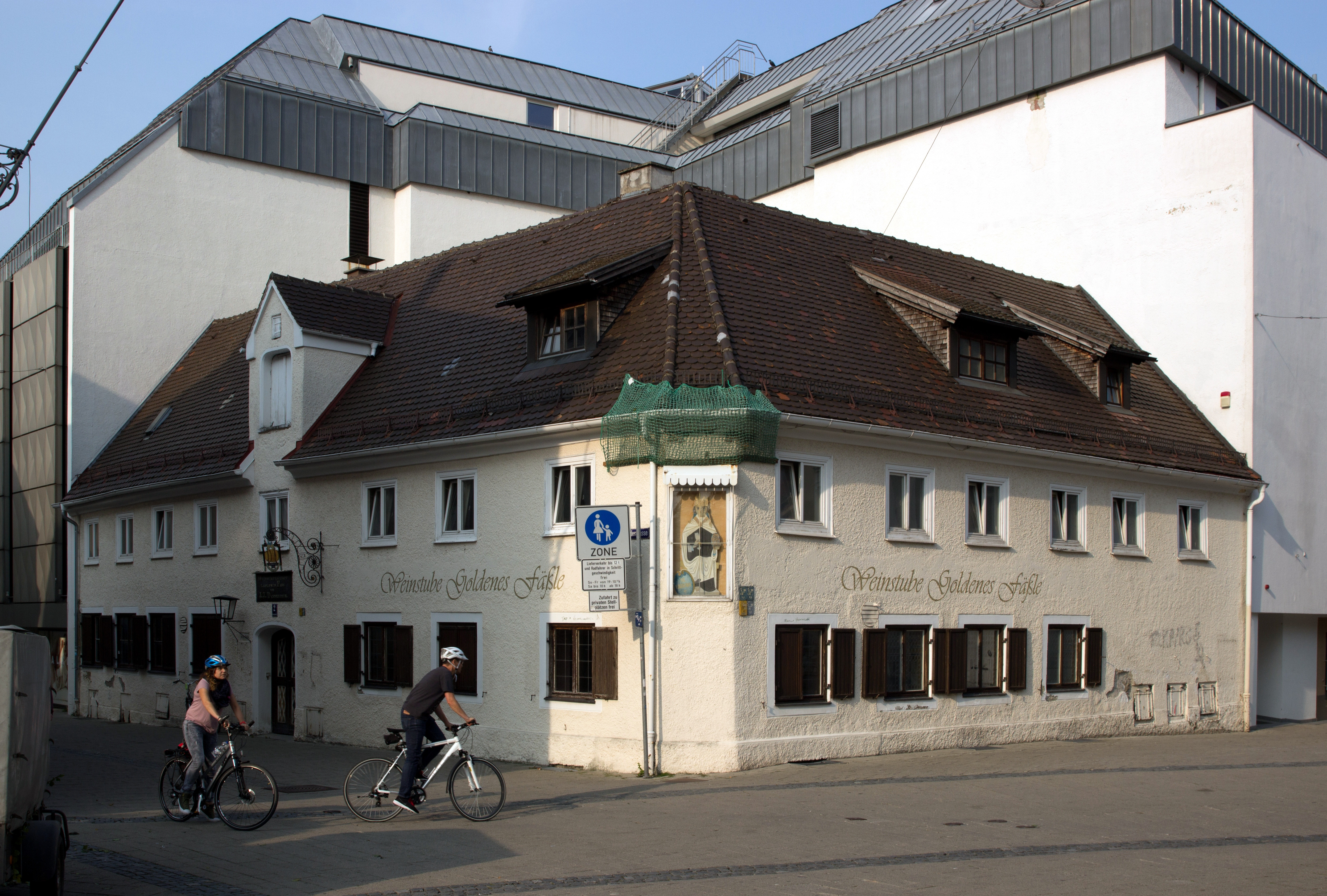
Das Wein-Fässle in Kempten

Wein-Fässle ist der Name einer geschlossenen Weinwirtschaft mit der Adresse Promenadestraße 2 in Kempten (Allgäu). Das an der Promenadenstraße gelegene Gebäude, dass auch Zum Goldenen Fass genannt wurde und das älteste reine Weinlokal Kemptens war, wurde einige Jahre als Lagerraum genutzt.
2018 hat das Modehaus Reischmann das Gasthaus saniert. Es wurde im Dezember 2018 als „Goldenes Fässle“ neu eröffnet und wird von Christian Henze betrieben.
Das Gebäude der Weinwirtschaft mit Walmdach und Zwerchhaus stammt aus der zweiten Hälfte des 18. Jahrhunderts. Es steht unter Denkmalschutz.
Eigentümer für die Wirtschaft sind ab der zweiten Hälfte des 18. Jahrhunderts überliefert.